# Ust'-Džeguta
Ust'-Džeguta (in russo Усть-Джегута?) è una città della Russia della Repubblica autonoma della Karačaj-Circassia, fondata dai cosacchi come stanica nel 1861 sulla Catena del Caucaso, lungo riva del Kuban'.

## Storia
Nel 1975 ha ottenuto lo status di città ed ora è capoluogo del rajon Ust'-Džegutinskij della Repubblica autonoma della Karačaj-Circassia e contava nel 2010 una popolazione di circa 30.602 abitanti.
Vi è nato Dima Bilan, noto cantante russo.